# Galinha-d'angola
A galinha-d'angola,  pintada-da-guiné, pintada-comum ou capote (nome científico: Numida meleagris) é uma ave da ordem dos galináceos, originária da África e introduzida no Brasil pelos colonizadores portugueses, que a trouxeram da África Ocidental.
É a mais conhecida da família das aves Numididae, e o único membro do gênero Numida.
Trata-se de uma ave que, em geral, só realiza cruzamento com exemplares da própria raça. Por isso, os pintainhos resultantes do acasalamento entre galinhas-d’angola e galos de qualquer outra espécie não têm raça reconhecida, sendo identificados apenas como aves híbridas,

## Nomes comuns
Dá ainda pelos seguintes nomes comuns: galinha-da-índia, galinha-da-numídia, galinha-da-guiné, estou-fraca, galinha-do-mato, capote, pintada e fraca.
Sendo que no Brasil dá, também, pelos seguintes nomes: angola, angolinha, angolista, galinhola (não confundir com a Scolopax rusticola, ave epónima, que com ela partilha este nome), guiné, capota, cocar, cocá, coquém, faraona, picota, sacuê e cacuê (em algumas regiões da Bahia).

## Morfologia
Possui um capacete ósseo destacado sobre a pele desnuda, e penas pretas com pintas brancas.

## Comportamento

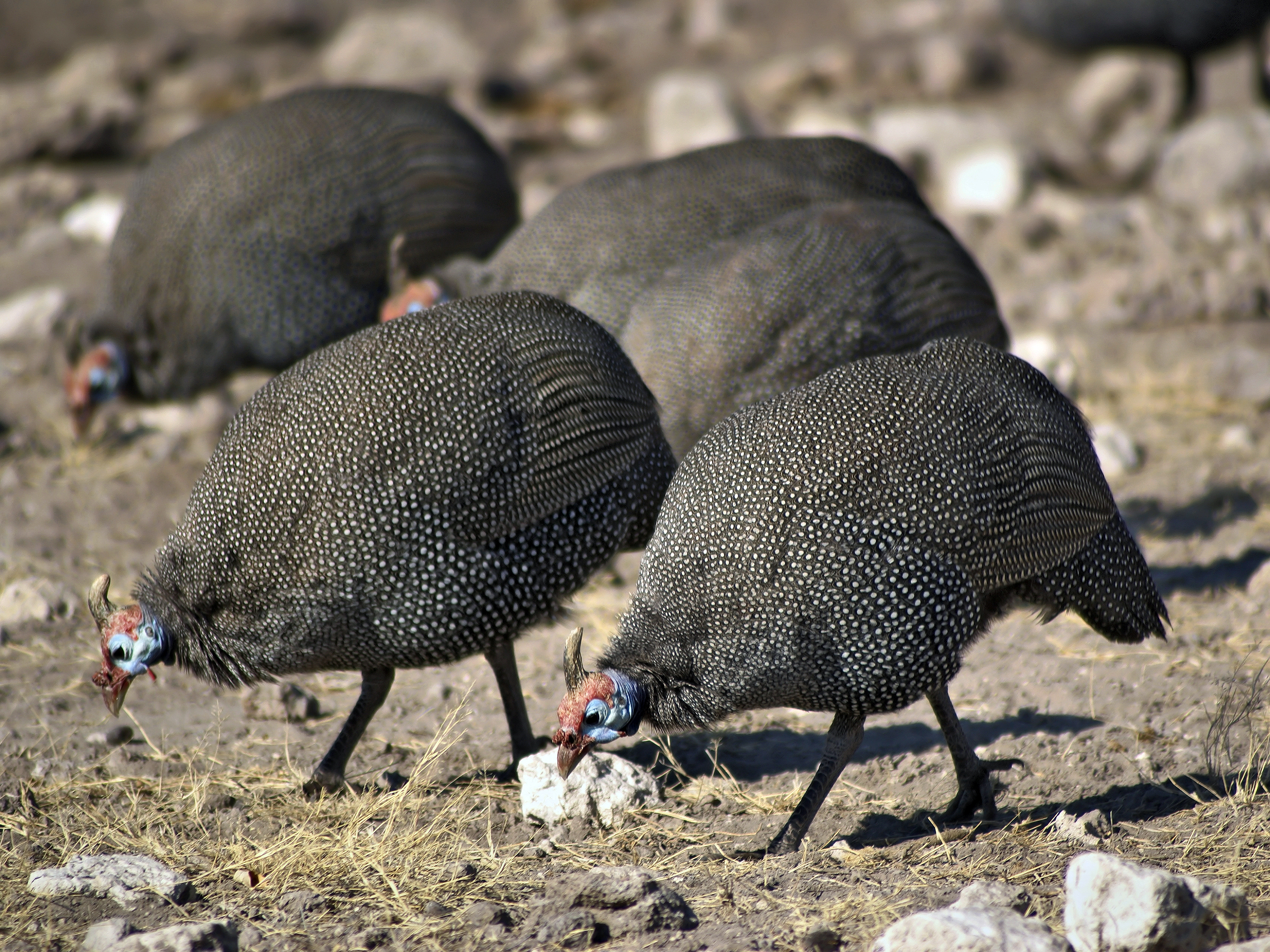
Galinhas-d'angola no poço Chudop, no Parque Nacional Etosha, na Namíbia.

As aves ficam nervosas facilmente. São extremamente agitadas, muitas vezes chegando ao estresse. São aves de bando: vivem em bandos, locomovem-se em bandos e precisam do bando para se reproduzir, pois só assim sentem estímulo para o acasalamento. E, como grupo, são organizadas. Cada grupo tem seu líder, o que é fácil de constatar no momento em que se alimentam: o líder vigia enquanto seus companheiros comem e, só depois de verificar que está tudo em ordem, é que começa a comer.
São aves rústicas e fáceis de criar, excepto num ponto: deixadas soltas, escondem os ninhos com o requinte de botar os ovos em camadas e ainda cobertos por palha ou outro material disponível.
As galinhas-d'angola não são boas mães, raramente entrando no choco. Fazem posturas conjuntas, com ninhadas de até quarenta ovos, dispostos em camadas. Desta forma, somente os ovos de cima recebem o calor da ave e eclodem. São inquietas e arrastam os pintos para zonas úmidas, podendo comprometer a sobrevivência deles. Em criações em cativeiro, é recomendável recolher os ovos e colocá-los em incubadoras ou fazê-los chocar por uma galinha.

## No Brasil
A ave é conhecida no Brasil por vários nomes, dependendo da região, sendo chamada de capote, cocá, tô fraco (em decorrência do som característico, emitido pelas fêmeas das espécie) ou angolista, ou ainda de galinhola. Em hunsriqueano rio-grandense, língua de origem germânica falada no Rio Grande do Sul, ela é chamada de perlhinkel (galinha de pérolas). É conhecida também por servir de oferenda em alguns rituais, especialmente para Oxum.[carece de fontes?]

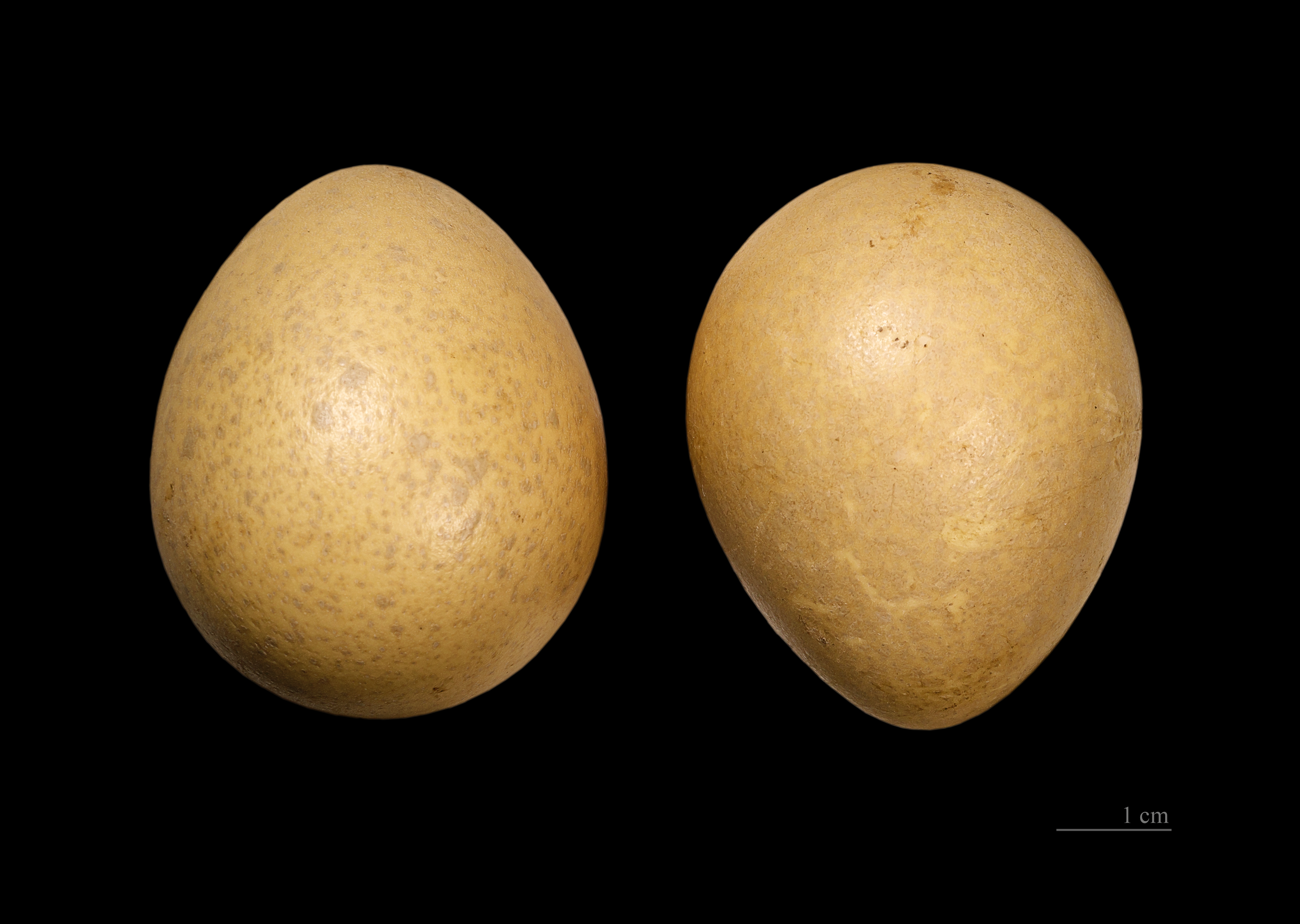
Ovos de galinha-d'angola.

## Subespécies
Existem nove subespécies:
- Numida meleagris sabyi Hartert, 1919
- Numida meleagris galeata Pallas, 1767
- Numida meleagris meleagris (Linnaeus, 1758)
- Numida meleagris somaliensis Neumann, 1899
- Numida meleagris reichenowi Ogilvie Grant, 1894
- Numida meleagris mitrata Pallas, 1767
- Numida meleagris marungensis Schalow, 1884
- Numida meleagris damarensis Roberts, 1917
- Numida meleagris coronata Gurney, 1868